# Аспромонте, Кен
Кеннет Джозеф Аспромонте (англ. Kenneth Joseph Aspromonte, 22 сентября 1931, Бруклин, Нью-Йорк) — американский бейсболист. Выступал в Главной лиге бейсбола с 1957 по 1963 год, затем три сезона провёл в японской лиге. После завершения игровой карьеры работал главным тренером клуба «Кливленд Индианс».

## Биография

### Ранние годы и начало карьеры
Кен родился 22 сентября 1931 года в Бруклине в семье Лауры и Анджело Аспромонте. Он старший из двух сыновей, его брат Боб также впоследствии стал бейсболистом, играл в Главной лиге бейсбола. Кен окончил старшую школу Лафайетт, затем поступил в колледж Сент-Джонс, где провёл год. С детства он был болельщиком команды «Нью-Йорк Янкис», своими кумирами называл Джо Ди Маджо и Бобби Дорра.
В 1950 году Аспромонте подписал контракт с клубом «Бостон Ред Сокс». Первой его командой стали «Онеонта Ред Сокс» из Канадско-Американской лиги. В дебютном для себя сезоне Кен сыграл за три фарм-клуба «Бостона», завершив его в составе «Кинстон Иглз». По итогам чемпионата он вошёл в сборную звёзд Лиги Прибрежной равнины. По ходу сезона 1951 года Аспромонте продвинулся до уровня А-лиги, а следующий начал уже в «Луисвилл Колонелс» из ААА-лиги. В том же чемпионате он успел сыграть за «Роанок Ро-Сокс» и «Бирмингем Бэронс». В 1953 году Кен закрепился в «Луисвилле», а после окончания сезона был включён в расширенный состав «Ред Сокс». Тренерский штаб команды рассчитывал на него, но в декабре Аспромонте был призван на военную службу. Два года он провёл в рядах Корпуса связи Армии США.
Весной 1956 года Кен прошёл сборы вместе с основной командой «Ред Сокс», а затем был направлен в фарм-клуб «Сан-Франциско Силс». В Лиге Тихоокеанского побережья он провёл сто сорок один матч, отбивая с показателем 28,1 %. Ожидалось, что он дебютирует в Главной лиге бейсбола осенью, но сезон для Аспромонте завершился досрочно из-за аппендицита. Межсезонье для него стало насыщенным событиями. Зимой Кен уехал в Пуэрто-Рико, где играл за команду города Маягуэс. В феврале, после возвращения в США, он женился. На предсезонных сборах он вёл борьбу за место шортстопа команды, но уступил Билли Клаусу. Кен снова уехал играть в «Сан-Франциско». Сезон для него сложился удачно. Он отбивал с показателем 33,4 % и набрал семьдесят три RBI. В конце августа перелом запястья получил игрок «Бостона» Тед Лепсио и Аспромонте получил вызов в основной состав.

### Главная лига бейсбола
2 сентября 1957 года Кен дебютировал в лиге. С первых игр он выделялся нехарактерным для новичка спокойствием. Аутфилдер команды Джимми Пирсол назвал Аспромонте «лучшим молодым вторым базовым команды со времён Бобби Дорра». Всего до конца регулярного чемпионата Кен сыграл в двадцати четырёх матчах с показателем отбивания 26,9 %. Зимой он уехал в Венесуэлу, где выступал за «Ликорерос де Памперо».
Перед началом сезона 1958 года «Бостон» усилил состав Питом Раннелсом, но Кен выиграл конкуренцию и начал чемпионат в основном составе. «Ред Сокс» потерпели поражения четыре поражения в первых пяти матчах, а Аспромонте в восемнадцати выходах на биту выбил только один сингл. В начале мая клуб обменял его в «Вашингтон Сенаторз». В регулярном чемпионате за новую команду Кен провёл девяносто две игры с показателем отбивания 22,5 %. В межсезонье он снова уехал играть в Зимнюю лигу Пуэрто-Рико.
В составе «Сенаторз» Аспромонте играл нерегулярно, так как главный тренер клуба Куки Лаваджетто активно использовал ротацию игроков. Кен, недовольный своим положением в команде, попросил обмена и в мае его отправили в «Кливленд Индианс». Он удачно дебютировал и в оставшейся части чемпионата принял участие в ста семнадцати играх, отбивая с показателем 29,0 %. Аспромонте установил личные рекорды по числу выбитых хоум-ранов (10) и набранных RBI (48). Хорошие отношения у него сложились с главным тренером клуба Джо Гордоном.
В 1961 году в Главной лиге бейсбола появилось две новых команды, которые получили право набрать себе по двадцать восемь игроков из клубов Американской лиги. Индианс не стали защищать Аспромонте и его выбрали новые «Вашингтон Сенаторз». Бывшая команда Кена в этом же сезоне переехала в Миннеаполис и стала называться «Миннесотой Твинс». В день драфта расширения его ещё раз обменяли и новой командой Аспромонте стали «Лос-Анджелес Энджелс».
В Калифорнии Кен провёл первую часть сезона. Он сыграл в шестидесяти шести матчах, но отбивал с показателем только 22,3 %. В начале июля «Энджелс» выставили Аспромонте на драфт отказов и «Кливленд» выкупил права на него за 20 000 долларов. За «Индианс» он провёл двадцать две игры, по-прежнему с низкой эффективностью на бите. В конце сезона Кен решил организовать курсы бейсбола для детей. Сам он годом ранее вместе с «Вашингтоном» участвовал в турне по американским авиабазам в Европе и решил использовать эту идею. Первый организованный им лагерь посетило почти 2 000 детей.
Чемпионат 1962 года сложился для Кена неудачно. В составе «Индианс» он сыграл только двадцать два матча и летом был продан в «Милуоки Брэйвз». Перезапустить карьеру у него не получилось. В октябре Аспромонте отправили в фарм-клуб в Луисвилл, а в декабре обменяли в «Чикаго Кабс». Сезон 1963 года стал дня него последним в Главной лиге бейсбола. В большей части игр Кен выходил на поле как пинч-хиттер, а в конце июня его отправили в ААА-лигу. Шестьдесят четыре игры он провёл за «Солт-Лейк-Сити Бис». Вместе с «Кабс» он провёл сборы весной 1964 года, но перед самым началом чемпионата был отчислен.

### Японская лига
28 апреля 1964 года Аспромонте подписал контракт с клубом японской лиги «Тюнити Дрэгонс». Смена обстановки хорошо повлияла на него. В ста одной игре чемпионата Кен отбивал с показателем 28,2 %. Важным было и то, что он получал удовольствие от бейсбола. Он также принял участие в выставочном бейсбольном матче в рамках Олимпиады в Токио. Руководство клуба предложило ему провести за «Тюнити» ещё один сезон и попросило подыскать ещё кого-то из американских бейсболистов. Аспромонте привёз с собой питчера Пола Фойтака. В 1965 году Кен сыграл за команду семьдесят восемь матчей.
Последний сезон в профессиональной карьере он провёл в клубе «Тайо Уэйлс». Аспромонте провёл за него сто шестнадцать матчей, а в День открытия сезона отметился хоум-раном. После завершения чемпионата он объявил о завершении карьеры игрока несмотря на ряд предложений.

### Тренерская карьера
Закончив выступления, Кен вернулся в Вашингтон где некоторое время работал комментатором. В 1968 году генеральный менеджер «Кливленда» Хэнк Питерс пригласил его на должность главного тренера новичковой команды клуба в Сарасоте. Через год Аспромонте перевели в другой фарм-клуб «Индианс» — «Рино Сильвер Сокс». Сезон 1969 года команда провела удачно и следующие два года Кен провёл в команде ААА-лиги «Уичито Аэрос». Младшие лиги стали для Аспромонте школой тренерского мастерства.
В ноябре 1971 года он был назначен на пост главного тренера «Кливленд Индианс». Кен принял команду, закончившую год на последнем месте с рекордным для франшизы количеством поражений. Одним из первых его решений во главе команды стало приобретение у «Сан-Франциско Джайентс» Гейлорда Перри и Фрэнка Даффи. «Индианс» завершили сезон 1972 года на пятом месте, а Перри одержал двадцать четыре победы и стал одним из лучших питчеров лиги. Осенью Аспромонте продлил контракт ещё на один год. Следующий чемпионат «Кливленд» провёл слабее, вернувшись на последнюю строчку таблицы. Тем не менее, руководство клуба не стало увольнять Кена.
В 1974 году команда закончила чемпионат четвёртой, показав лучший результат под руководством Аспромонте. Сам он часто подвергался критике со стороны болельщиков и, в свою очередь, жаловался на недостаток поддержки с трибун. Перед началом сезона новым генеральным менеджером «Индианс» стал Фил Сеги. Незадолго до окончания регулярного чемпионата он заявил, что контракт с Аспромонте продлён не будет, более того, он не останется в клубе даже на другой должности. Сменивший Кена Фрэнк Робинсон в своей книге писал, что корень проблем «Кливленда» находился в расовых предрассудках, существовавших в коллективе.

### Вне бейсбола
В январе 1975 года Кен был нанят менеджером в отель и казино Сизарс-пэлас в Лас-Вегасе. Одновременно вместе со своим братом Бобом он организовал фирму, занимавшуюся дистрибуцией пива Coors в Хьюстоне. Аспромонте также претендовал на должность главного тренера в «Миннесоте» и «Милуоки», входил в число кандидатов на место генерального менеджера «Хьюстон Астрос».
В 2000 году они продали свой бизнес. Находясь на пенсии, Кен получил лицензию пилота. Он регулярно занимается спортом, играет в гольф. В 2012 году «Бостон Ред Сокс» пригласили Аспромонте на торжественные мероприятия, посвящённые столетнему юбилею стадиона Фенуэй Парк.